# Heut ist gewiss ein guter Tag, BWV Anh. 7
Heut ist gewiss ein guter Tag, BWV Anh. 7 (« Hoy es ciertamente un buen día ») es una cantata profana de Johann Sebastian Bach destinada a celebrar el veinte-sexto cumpleaños del príncipe Leopoldo de Anhalt-Köthen. Este era el 29 de noviembre pero la cantata fue representada el martes 10 de diciembre de 1720 en el palacio principesco de Köthen.
La cantata está atestiguada porque el poema de Christian Friedrich Hunold (Menantes) fue publicado pero la música está perdida.